# سو سو لوين
سو سو لوين (من مواليد 22 أبريل 1952م) هي سياسية بورمية والسيدة الأولى السابقة لميانمار وهي نائبة بلدة ثونغوا في مجلس النواب منذ عام 2012م وهي زوجة هتين كياو، الرئيس التاسع لميانمار.

## بداية حياتها وتعليمها
سو سو لوين هي ابنة يو لوين وهو مخضرم ونائب رئيس الوزراء السابق لنظام حزب البرنامج الاشتراكي البورمي (BSPP) وكذلك العضو المؤسس وسكرتير الرابطة الوطنية الديمقراطية (NLD). وهي من نسل أمير من سلالة كونبونغ ماونغ مونغ تين، الذي كان سليل أميرة أيودهيا كياوك بوا سو.
أمضت سنوات دراستها الابتدائية في الولايات المتحدة. حيث درست في معهد رانغون للتربية وتخرجت بدرجة ماجستير وحصلت على درجة الدراسات العليا من جامعة سيدني.
تزوجت من هتين كياو عام 1973م ولم تلد أطفال.

## حياتها المهنية

### مهنتها كمعلمة
عملت سو سو لوين لأكثر من عشر سنوات في مكتب أبحاث التعليم في بورما بعد تخرجها، حيث عملت في اليونيسف من عام 1990م حتى عام 2005م ثم عملت لاحقًا كمستشارة مستقلة لبرامج التعليم الرهباني. بعد ذلك، أسست منظمة محلية غير ربحية تسمى «معلمو هانثا» في عام 2006م والتي شاركت مع الرهبان المحليين المؤثرين وركزت على تحسين التعليم الرهباني التقليدي ورعاية الطفولة المبكرة وبرامج التنمية. حيث أكدت منظمتها على أهمية التدريس المتمحور حول الطفل والتفكير النقدي.

### حياتها السياسية
تم انتخاب سو سو لوين لمقعد برلماني في مجلس النواب (بييثو هلوتاو) عن دائرة بلدة ثونغوا، في الانتخابات الفرعية لعام 2012م والانتخابات العامة لعام 2015م. حيث ساعدت في صياغة مشروع قانون التعليم الوطني المثير للجدل، والذي أدى في عام 2015م إلى احتجاجات طلابية على مستوى البلاد. عملت سابقًا كرئيسة لجنة العلاقات الدولية في مجلس النواب.

### السيدة الأولى
أصبحت السيدة الأولى لميانمار عندما أصبح زوجها رئيسًا للبلاد.